# Sonia Pérez Díaz
Sonia Pérez Díaz es una matemática española, catedrática de la Universidad de Alcalá, primera mujer española en recibir el Award for International Scientific Cooperation (2021) de la Academia China de Ciencias, con importantes contribuciones en la matemática aplicada, y reconocida divulgadora a nivel nacional tanto de las matemáticas como de las vocaciones STEM entre las mujeres.

## Reseña biográfica
Sonia Pérez Díaz es una matemática española, doctora en Matemáticas por la Universidad de Alcalá (UAH) y profesora catedrática en dicha institución, donde ha desarrollado una carrera de más de 25 años dedicada a la investigación, la docencia y la divulgación científica. Es reconocida por sus contribuciones al álgebra computacional y la matemática aplicada, campos en los que ha alcanzado proyección internacional. Su labor investigadora se centra en el desarrollo de algoritmos simbólicos y simbólico-numéricos para el tratamiento de problemas complejos en geometría algebraica, computación matemática y ciencias aplicadas.
En el ámbito institucional, es actualmente Directora de Formación de la Universidad de Alcalá, cargo desde el cual coordina la estrategia formativa de la institución. También ha ocupado otros cargos de gestión, entre los que destaca el de subdirectora de Calidad de la UAH (2017–2020).
Ha combinado su excelencia investigadora con una intensa labor divulgativa. Ha impartido conferencias en instituciones nacionales e internacionales  y ha participado en iniciativas de difusión como TEDx Alcarria (2023), abordando el valor de las matemáticas en la sociedad actual. Desde su experiencia académica ha impulsado iniciativas de sensibilización sobre la presencia de la mujer en la ciencia. Ha impartido el curso universitario “Las Mujeres y la Ciencia” y participado en jornadas sobre matemáticas e ingeniería con perspectiva inclusiva, como las celebradas en la Universitat de València en 2023 y 2024.
Ha publicado más de 70 artículos en revistas cientificas internacionales, presentado más de 50 comunicaciones en congresos especializados y es autora de varios libros y capítulos, tanto de investigación como de docencia. Ha participado como investigadora principal y colaboradora en numerosos proyectos de investigación competitivos de convocatorias nacionales y autonómicas. Es miembro del comité gestor de la EACA (Encuentros de Álgebra Computacional y Aplicaciones), forma parte de la Red Española de Matemática Aplicada, y ha formado parte de comités organizadores y científicos de congresos internacionales como ISSAC, MEGA, WSCG, CASC, ADVCOMP, así como sesiones organizadas por la Real Sociedad Matemática Española (RSME). En 2025 fue presidenta del comité de selección (PC Chair) del congreso ISSAC 2025, celebrado en Guanajuato (México).
Entre los reconocimientos a su trayectoria destacan: Premio Extraordinario de Doctorado UAH (2003), COPE Guadalajareña del Año (2021), ENCLM Excelente en Ciencia (2022), Premio Internacional de la Academia de Ciencias Matemáticas de Pekín (2021) —siendo la primera mujer española en recibirlo—, Premio Popular Nueva Alcarria a la Actividad Divulgativa (2023) y Premio de Excelencia en Investigación de la Junta de Castilla-La Mancha (2023).

## Distinciones
- Premio Internacional de la Academia de Ciencias Matemáticas de Pekín (2021)[8] (Academia China de Ciencias, 2021)
- Premio Extraordinario de Doctorado UAH (Doctorado UAH, 2003)
- COPE Guadalajareña del Año (2021)[6] (COPE, 2021)
- Premio Popular Nueva Alcarria a la Actividad Divulgativa (2023)[9] (Nueva Alcarria, 2023)